# 土肥寿文
土肥 寿文（どひ としふみ、1977年 - ）は、日本の薬学者。薬学博士。福岡県出身。研究は、化学系薬学、有機化学、環境調和、触媒・リサイクル、機能性物質を専門としている。立命館大学

## 経歴・人物
趣味はエアロビ、競馬。1977年生まれ。福岡県出身。福岡県立京都高等学校卒業。2000年大阪大学工学部卒業。2005年同大学院薬学研究科博士課程後期課程修了
。同年薬学博士取得。同年、同大学同研究科助手。2007年同大学助教。2008年4月立命館大学総合理工学院薬学部助教、2014年4月同大学薬学部准教授、2019年4月より同大学薬学部に教授就任
。

### 委員歴
- 2008年  日本薬学会化学系薬学部会若手教員役員、化学系薬学部会次世代シンポジウム世話人。
- 2009年 科学技術交流財団講習会講師。
有機合成化学協会平成21年度(後期)有機合成化学講習会 講師。
- 2013年  ヨウ素国際学会、超原子価ヨウ素化学国際会議実行委員。
- 2014年 薬学教育評議会、有機化学系教科担当教員会議員。

### 所属学会
日本薬学会、有機合成化学協会、ヨウ素学会、グリーンケミストリー研究会、プロセス化学会、日本化学会、国際ヘテロ環学会、アメリカ化学会に所属
。

## 書籍
- 『酸化的カップリングにおける新規超原子価ヨウ素触媒法』（化学と工業、2015年）
- 『CSJ Current Review 有機分子触媒の化学 - モノづくりのパラダイムシフト』（化学同人、2016年）
- 『月刊ファインケミカル 有機ヨウ素触媒酸化的ビアリールカップリング-フェノール類の選択的クロスカップリングへの展開』（シーエムシー出版、2016年）

## 特許を取得
- 「ヨードニウム化合物、その製造方法、及び官能基化スピロ環状化合物とその製造方法」（5665041号）
- 「帯電防止性粘着剤組成物、粘着剤層、粘着シート、表面保護フィルム及び偏光板」（5565620号）[4][5]

## 受賞
- 2013年 -  万有生命科学振興国際交流財団Banyu Chemist Award受賞。
- 2015年 - Japan Association for Chemical Innovation  グリーン・サステイナブルケミストリー（GSC）奨励賞[6]。

## 活動
- 2010年4月 - 専門科目である「有機化学2（薬・理工）」・「生理活性天然物化学（生命）」で、授業外で演習課題等を課し、講義を行う。
- 2014年3月 - 高大連携について、アドバンスド化学実習科目のアドバーザーに就任。
- 2015年11月 - 立命館守山高校「理系デモンストレーションデイ」を実施[7]。